# Piprite chaperonné
Piprites pileata
Espèce
Statut de conservation UICN

 NT C2a(i) : Quasi menacé
Le Piprite chaperonné (Piprites pileata) est une espèce de passereau appartenant à la famille des Tyrannidae.

## Habitat et répartition
Cet oiseau peuple la forêt atlantique, notamment les pins du Paraná (Araucaria angustifolia) poussant dans les régions montagneuses du sud-est du Brésil et du nord-est de l'Argentine (Province de Misiones seulement). Jusqu'à sa redécouverte récente en Argentine, le seul exemplaire connu pour ce pays était un spécimen capturé en 1959. Il est généralement rare et très local et donc considéré comme vulnérable par BirdLife International. Il est présent dans un certain nombre de zones protégées comme le parc national d'Itatiaia à Rio de Janeiro, et le Horto Florestal State Park (pt) près de Campos do Jordão à São Paulo.